# 阿加布里亞特自治區
阿加布里亞特自治區，是俄羅斯一個已不存在的聯邦主體，屬赤塔州管轄。面積19,312.3 km²，人口72,213（2002年）。首府阿金斯科耶。
2008年3月1日，阿加布里亞特自治區被撤銷，與赤塔州合併成外貝加爾邊疆區。現為外貝加爾邊疆區下屬的阿加布里亞特區。